# Khārpahlū
Khārpahlū (persiska: خارپهلو) är en ort i Iran.   Den ligger i provinsen Markazi, i den centrala delen av landet, 240 km sydväst om huvudstaden Teheran. Khārpahlū ligger 2 090 meter över havet och antalet invånare är 134.
Terrängen runt Khārpahlū är kuperad, och sluttar österut. Runt Khārpahlū är det ganska tätbefolkat, med 116 invånare per kvadratkilometer. Närmaste större samhälle är Dāyen, 7,0 km söder om Khārpahlū. Trakten runt Khārpahlū består i huvudsak av gräsmarker.